# 上弗拉博萨
上弗拉博萨（義大利語：Frabosa Soprana）是意大利库内奥省的一个市镇。总面积48平方公里，人口822人，人口密度17.1人/平方公里（2009年）。ISTAT代码为004090。